# Campionati africani di atletica leggera 2014 - Lancio del disco maschile
Il concorso del lancio del giavellotto maschile ai Campionati africani di atletica leggera di Marrakech 2014 si è svolto l'11 agosto 2014 allo Stade de Marrakech in Marocco.

## Risultati
| Class   | Atleta                 | Nazione    | #1    | #2    | #3    | #4    | #5    | #6    | Risultato | Note |
| ------- | ---------------------- | ---------- | ----- | ----- | ----- | ----- | ----- | ----- | --------- | ---- |
| Oro     | Victor Hogan           | Sudafrica  | 61.18 | 60.83 | 62.87 | x     | 61.29 | x     | 62.87     |      |
| Argento | Russell Tucker         | Sudafrica  | 57.79 | x     | 57.71 | 58.19 | 62.15 | 61.62 | 62.15     |      |
| Bronzo  | Stephen Mozia          | Nigeria    | 44.44 | 57.11 | x     | x     | x     | x     | 57.11     |      |
| 4       | Ali Abdallah Khalifa   | Libia      | 52.52 | 52.77 | x     | x     | x     | 53.99 | 53.99     |      |
| 5       | Yasser Ibrahim Farag   | Egitto     | 52.12 | 52.82 | x     | 52.05 | 52.57 | 52.26 | 52.82     |      |
| 6       | Elvino Pierre-Louis    | Mauritius  | 47.47 | x     | 51.08 | 49.84 | x     | x     | 51.08     |      |
| 7       | Augustine Nwoye        | Nigeria    | 48.54 | x     | 49.24 | x     | 49.84 | 44.52 | 49.84     |      |
| 8       | Mitko Tilahun          | Etiopia    | 39.64 | 44.26 | 20.88 | 39.59 | x     | 37.74 | 44.26     |      |
| 9       | Dean William           | Seychelles | 40.85 | x     | 38.47 |       |       |       | 40.85     |      |
| 10      | Mohamed Ibrahim Mtwana | Tanzania   | 35.15 | 40.22 | 39.37 |       |       |       | 40.22     |      |
| 11      | Juma Ali Seifi         | Tanzania   | 39.22 | 36.56 | 37.93 |       |       |       | 39.22     |      |
| dns     | Mohamed Magdi Hamza    | Egitto     |       |       |       |       |       |       | dns       |      |